# (37061) 2000 UL45
2000 UL45 (asteroide 37061) é um asteroide da cintura principal. Possui uma excentricidade de 0.07737060 e uma inclinação de 3.40119º.
Este asteroide foi descoberto no dia 24 de outubro de 2000 por LINEAR em Socorro.